# Graanmarktkerk

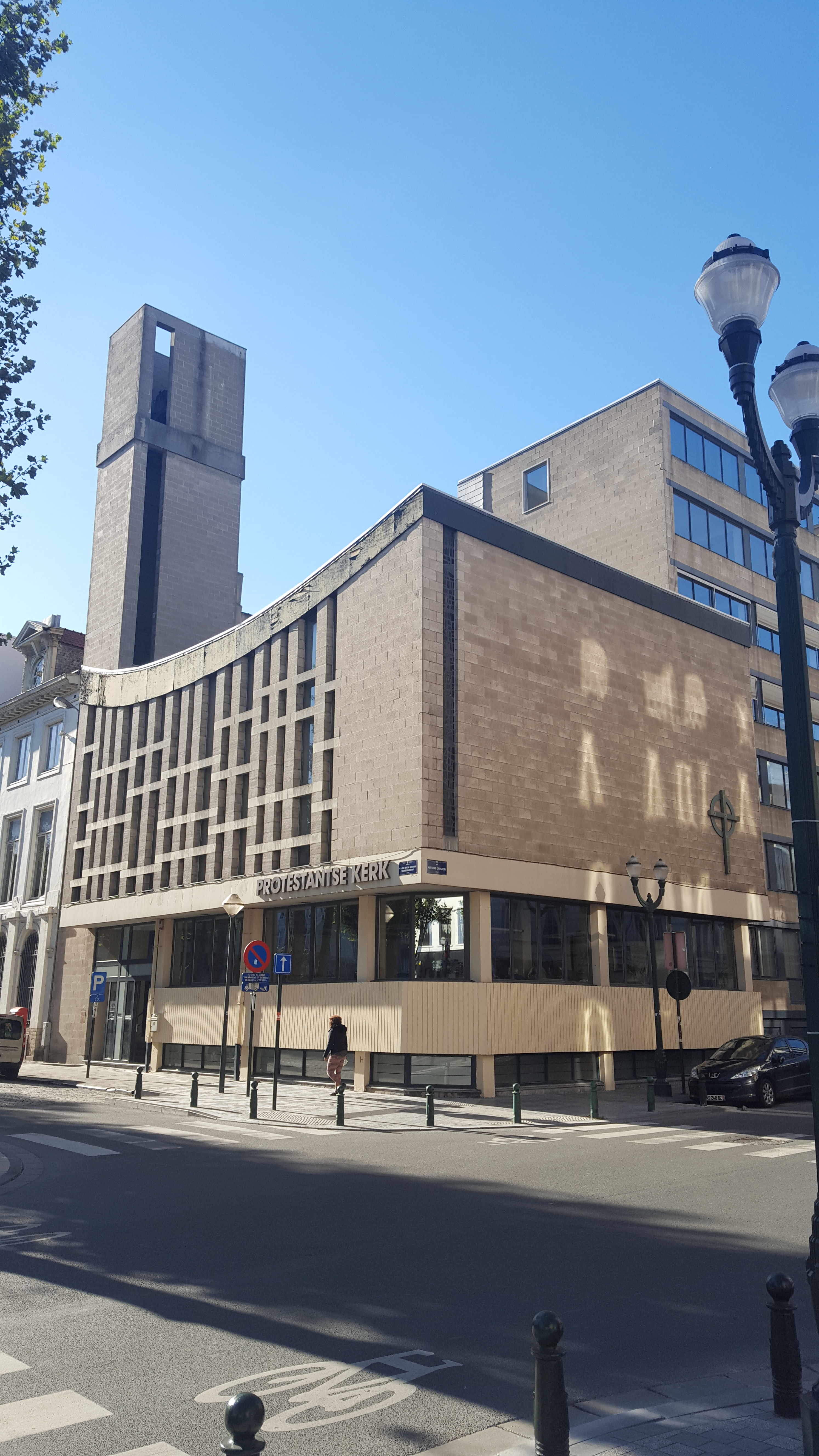
Graanmarktkerk

De Graanmarktkerk is een protestants kerkgebouw te Brussel, gelegen aan de Nieuwe Graanmarkt 8. De kerk heeft een lange geschiedenis in het Nederlandstalige protestantisme, en wordt gebruikt voor Nederlandstalige erediensten.

## Geschiedenis
Het protestantisme te Brussel kende een lange voorgeschiedenis, die teruggaat tot de Reformatie in de XVIde eeuw. Na een periode van stilstand, kregen de Nederlandstalige protestanten omstreeks 1816, de tijd van het Verenigd Koninkrijk der Nederlanden, de Augustijnenkerk toegewezen. Het interieur van dit kerkgebouw werd echter tijdens de Belgische Opstand in 1830 vernield, aangezien men er een symbool van de gehate Noord-Nederlanders in zag: De kerk werd voornamelijk gebruikt door Noord-Nederlandse ambtenaren en militairen.
De Nederlandstalige protestantse gemeente hergroepeerde zich echter en kon blijven bestaan, dankzij de in de jonge Belgische staat heersende godsdienstvrijheid. In 1854 sloot de gemeente zich aan bij de Bond van Evangelisch-Protestantse Kerken van het Koninkrijk België en in 1857 betrok men een kerk aan de Zoutkaai, het latere Sint-Katelijneplein.
In 1970 ontstond uit de Bond de Hervormde Kerk van België, welke in 1978 opging in de Verenigde Protestantse Kerk in België. In 1970 werd een nieuw, modern, kerkgebouw aan de Nieuwe Graanmarkt geopend, ter vervanging van de Kerk aan het Sint-Katelijneplein.
In 1995 fuseerden de Nederlandstalige Hervormde en Gereformeerde gemeenschappen in Brussel en besloten voortaan voor de kerkdiensten enkel de Graanmarktkerk te beruiken. Het gereformeerde kerkgebouw aan de Léon Lepagestraat werd hierop verkocht.

## Gebouw
Het betreft een gebouw aan een straathoek met open vensters op de benedenverdieping en daarboven een glas-in-betonwand en een licht gebogen dak aan de pleinzijde. Het gebouw wordt geflankeerd door een rechthoekige klokkentoren.